# Drupadia batuna
Drupadia batuna är en fjärilsart som beskrevs av Riley 1945. Drupadia batuna ingår i släktet Drupadia och familjen juvelvingar. Inga underarter finns listade i Catalogue of Life.